# Liste der Botschafter der Vereinigten Staaten in Trinidad und Tobago

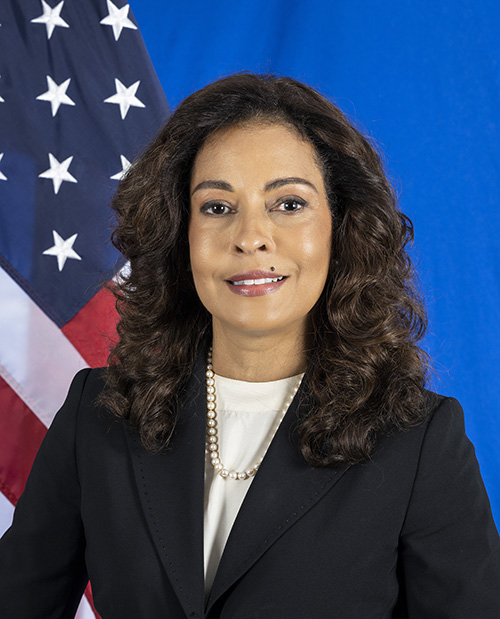
Candace A. Bond, derzeitige Botschafterin

Der Botschafter der Vereinigten Staaten von Amerika in Trinidad und Tobago ist der bevollmächtigte Botschafter der Vereinigten Staaten von Amerika in Trinidad und Tobago.
Die derzeitige Botschafterin der Vereinigten Staaten in Trinidad und Tobago ist seit Dezember 2022 Candace A. Bond (geboren am 27. Juni 1965). Sie ist eine amerikanische Geschäftsfrau und CEO von AESA Inc.

## Botschafter
| Amtszeit  | Name                       | Bemerkungen                                            |
| --------- | -------------------------- | ------------------------------------------------------ |
| 1962–     | William Harold Christensen | Chargé d’Affaires ad interim                           |
| 1962–1967 | Robert Graham Miner        |                                                        |
| 1967–1969 | William Aloysious Costello |                                                        |
| 1969–1971 | John Fife Symington Jr.    |                                                        |
| 1972–1973 | Anthony Dryden Marshall    |                                                        |
| 1974–1975 | Lloyd Ivan Miller Jr.      |                                                        |
| 1976–1977 | Albert Bel Fay             |                                                        |
| 1977–1979 | Richard Kenneth Fox Jr.    |                                                        |
| 1979–1981 | Irving Gottlieb Cheslaw    |                                                        |
| 1982–1984 | Melvin H. Evans            | Starb während Amtszeit in Saint Thomas, Virgin Islands |
| 1985–1988 | Sheldon J. Krys            |                                                        |
| 1988–1991 | Charles A. Gargano         |                                                        |
| 1991–1994 | Sally G. Cowal             |                                                        |
| 1994–1997 | Brian J. Donnelly          |                                                        |
| 1998–2001 | Edward E. Shumaker III     |                                                        |
| 2001–2009 | Roy L. Austin              |                                                        |
| 2009–2010 | Len Kusnitz                | Chargé d’Affaires ad interim                           |
| 2010–2012 | Beatrice W. Welters        |                                                        |
| 2012–2013 | David Wolfe                | Chargé d’Affaires ad interim                           |
| 2013–2016 | Margaret Brumfield Diop    | Chargé d’Affaires ad interim                           |
| 2016–2017 | John L. Estrada            |                                                        |
| 2017–2018 | John W. McIntyre           | Chargé d’Affaires ad interim                           |
| 2018–2021 | Joseph N. Mondello         |                                                        |
| 2021–2022 | Shante Moore               |                                                        |
| 2022–     | Candace Bond               |                                                        |